# Булегенов, Ергали Булегенович
Ергали Булегенович Булегенов каз. Ерғали Булегенұлы Булегенов (род. 26 октября 1954) — казахстанский государственный деятель, дипломат.

## Биография
С 2003 по 2004 год — советник посольства Казахстана на Украине.
С 2007 года — директор Департамента по делам СНГ Министерства иностранных дел Республики Казахстан.
13 июня 2008 года Указом Главы государства назначен Чрезвычайным и Полномочным Послом Республики Казахстан в Королевстве Испания.
22 августа 2008 года Указом Главы государства назначен Постоянным представителем Республики Казахстан при Всемирной туристской организации по совместительству.
25 января 2012 года Указом Главы государства Булегенов Ергали Булегенович назначен Чрезвычайным и Полномочным Послом Республики Казахстан в Республике Беларусь, Постоянным Представителем при Уставных органах СНГ по совместительству и освобожден от должности Чрезвычайного и Полномочного Посла Республики Казахстан в Королевстве Испания, Постоянного представителя Республики Казахстан при Всемирной туристской организации по совместительству.
24 ноября 2017 года освобожден от должностей Чрезвычайного и Полномочного Посла Республики Казахстан в Республике Беларусь, постоянного представителя при Уставных органах СНГ по совместительству.

## Награды
- Медаль «Ерен еңбегі үшін» (2007)[5]
- Грамота Содружества Независимых Государств (17 июля 2017 года) — за активную работу по укреплению и развитию Содружества Независимых Государств[6]

## Научная деятельность
Кандидат экономических наук, тема работы: «Реформы сельского хозяйства Украины и Казахстана за годы независимости и пути совершенствования экономических отношений» (Институт аграрной экономики УААН, Киев, 2003).